# 圣乔治主教座堂

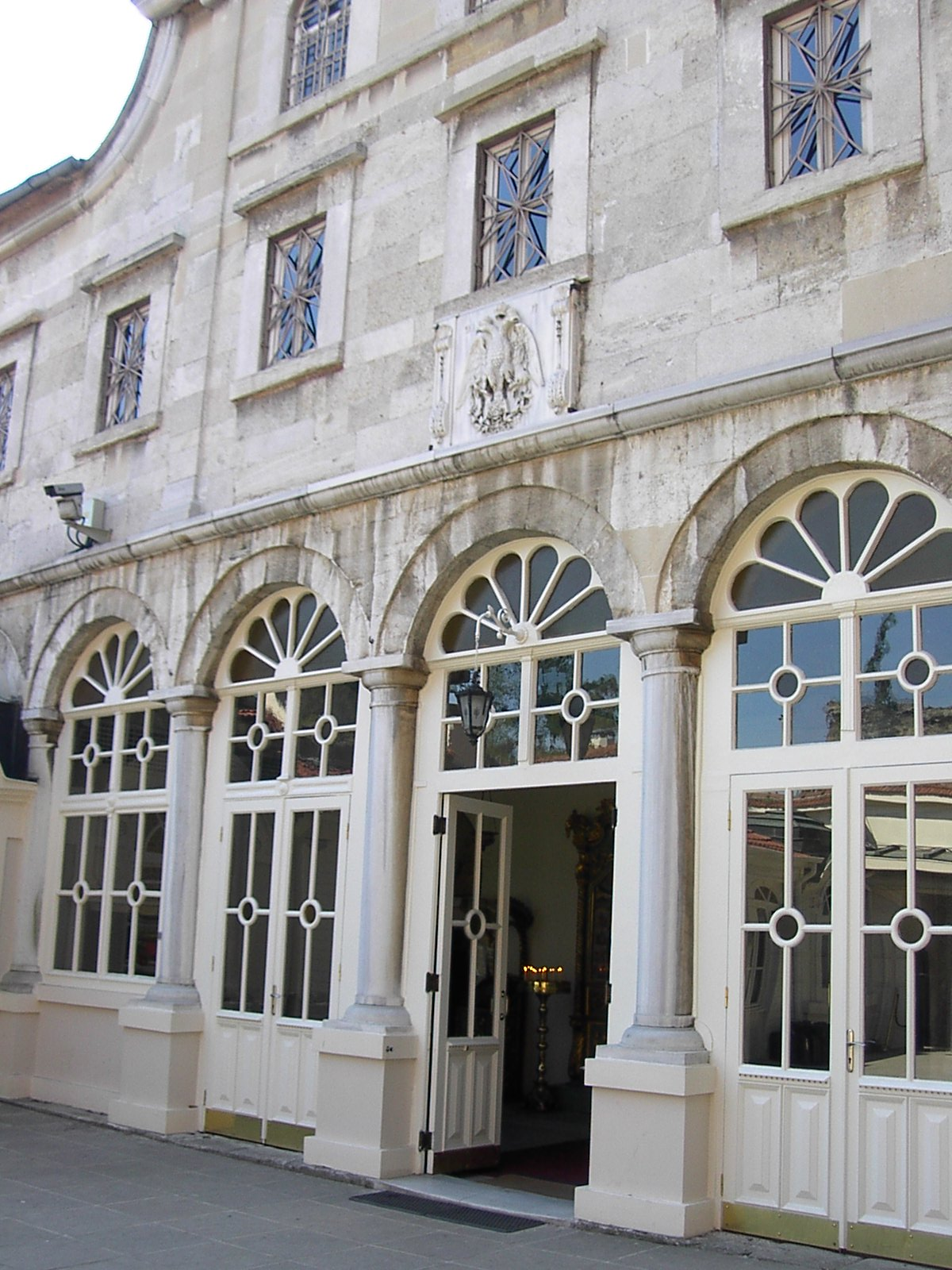
19世纪立面

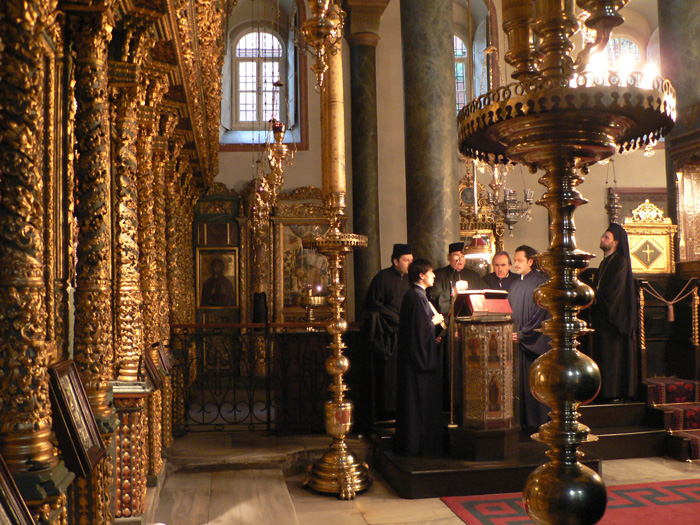
内部

圣乔治主教座堂（希臘語：Καθεδρικός ναός του Αγίου Γεωργίου, Kathedrikós Naós tou Agíou Geōrgíou）是希腊正教会最重要的主教座堂，位于土耳其伊斯坦布尔（拜占庭帝国首都君士坦丁堡）。大约自1600年起，成为东正教的精神领袖君士坦丁堡普世牧首驻地。 
圣乔治主教座堂供奉圣乔治，举行许多重要仪式，在神聖星期四，牧首祝圣圣油（沒藥），因此该堂又名没药牧首座堂。有一段时间，整个东正教使用的圣油全部由牧首祝圣。然而，现在大多数的东正教自主教会自己祝圣。
圣乔治主教座堂位于伊斯坦布尔老城西北部的芬内尔区，规模很小，与其在世界上的地位颇不相称。因为在鄂圖曼帝國時期法律规定所有非伊斯兰的建筑必须小于相应的伊斯兰教建筑。
该堂从上午8:30到下午4:00向公众开放，但实行严格的安全检查。来自希腊等东正教国家的朝圣者来此参观。教堂后面是牧首办公室和牧首图书馆。该堂原为修道院，外观不起眼，但内部装饰华丽，是东正教徒喜爱的风格。

## 图集

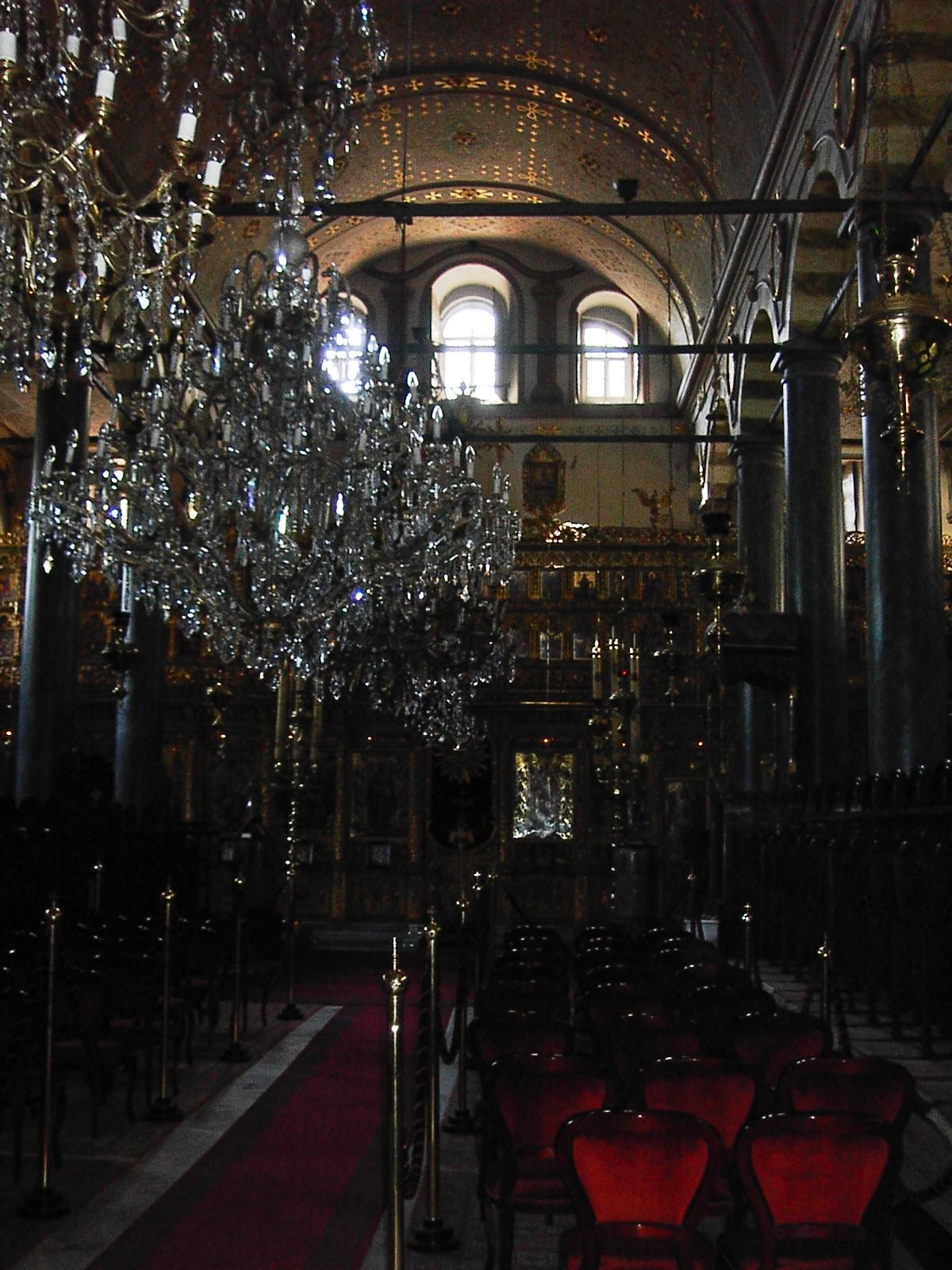
教堂内部，由中殿向圣幛方向
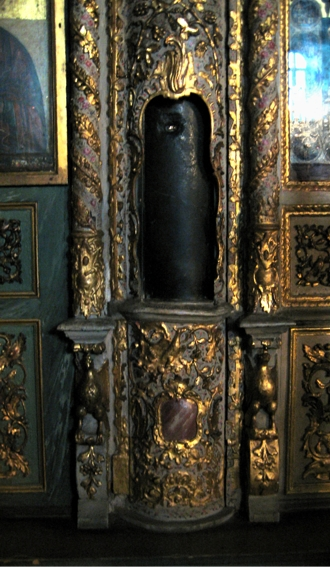
Fragment of the Pillar of the Flagellation on the south side of the iconostasis.
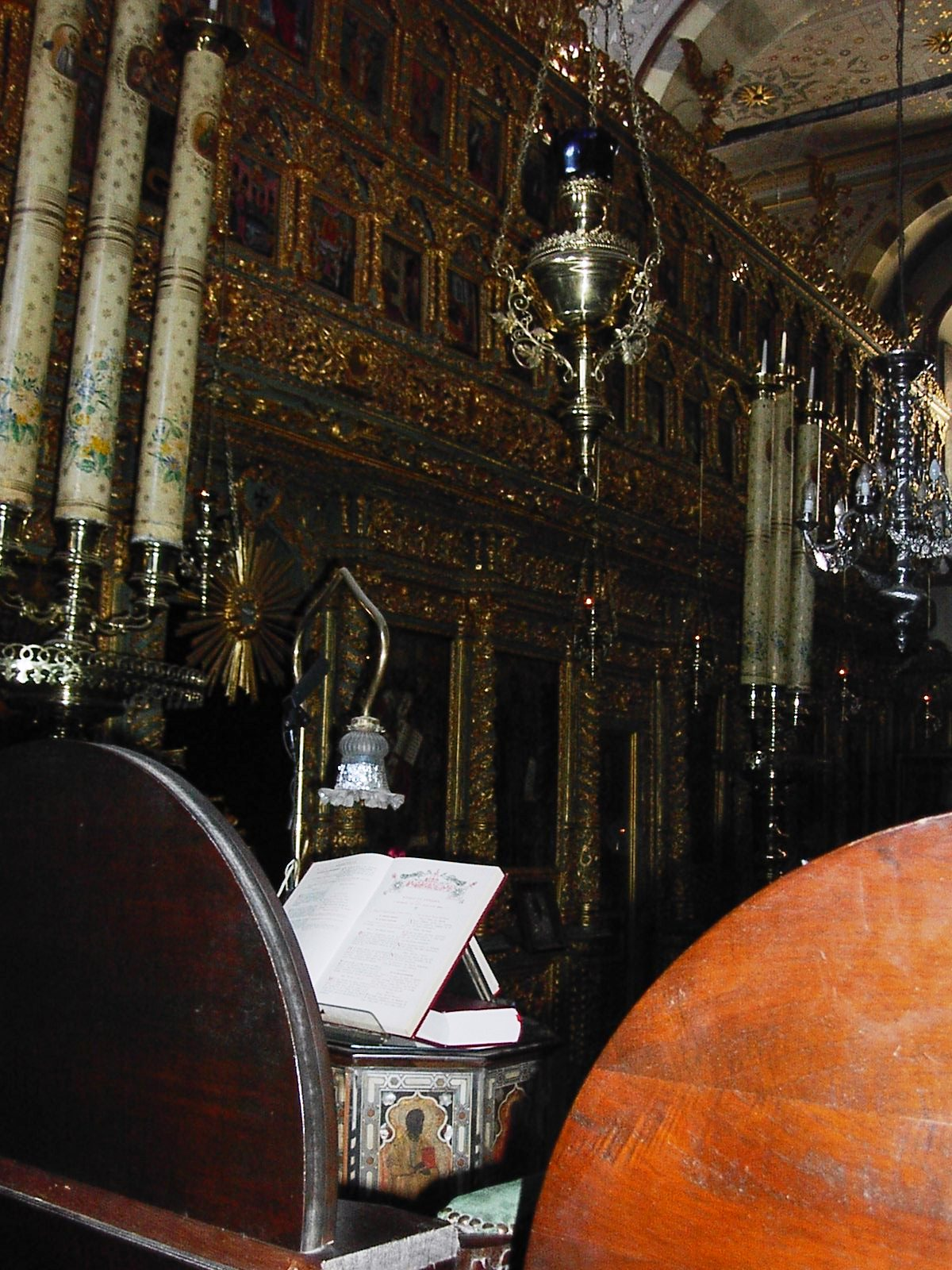
The kliros, with iconostasis to the left.
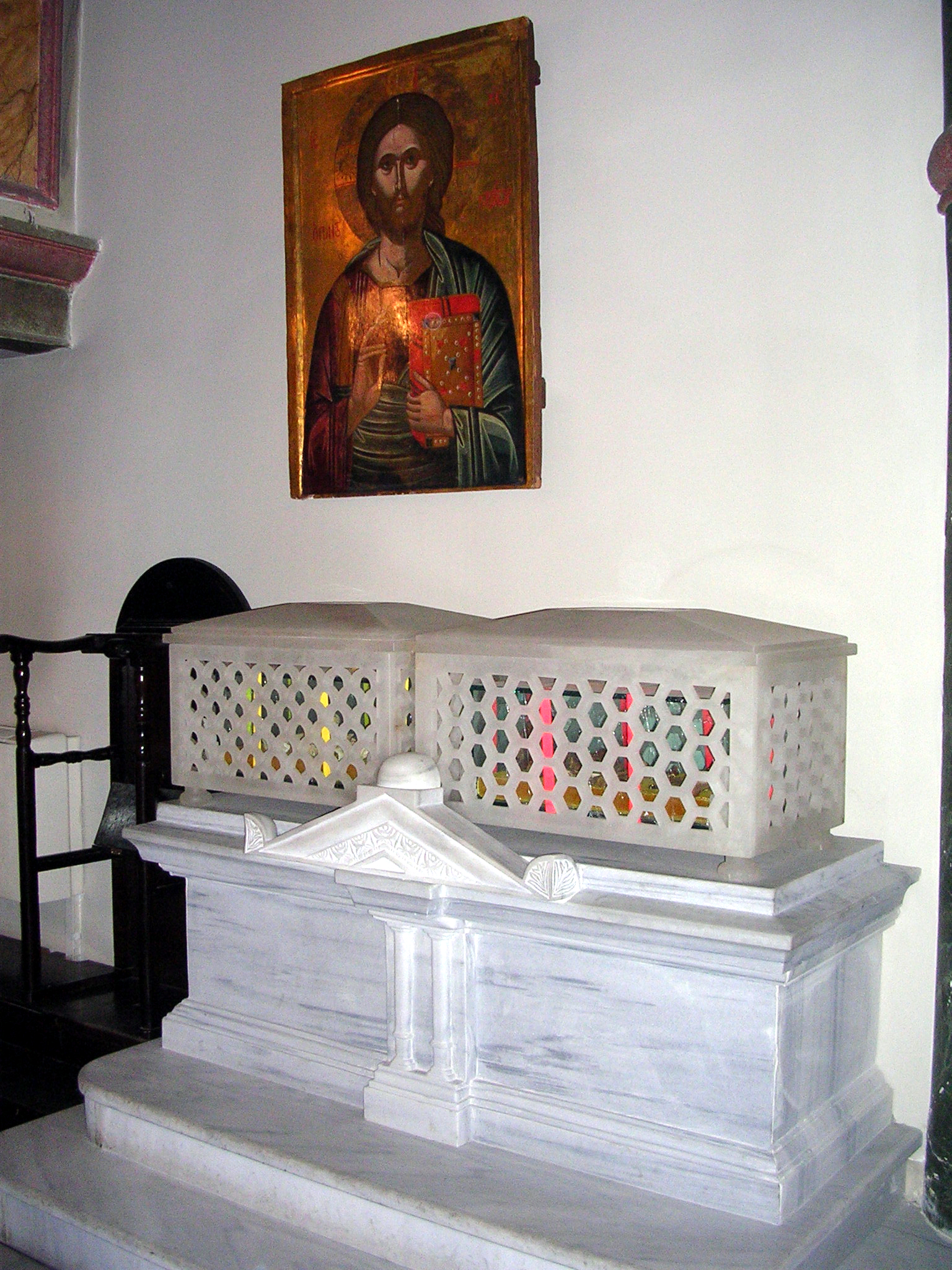
圣金口若望和圣额我略·纳齐盎的圣髑匣